# Aminuis
Aminuis ist eine Siedlung im gleichnamigen Wahlkreis in der Region Omaheke im Osten Namibias.
Aminuis besitzt einen Flugplatz, Grundschulen und verschiedene Versorgungseinrichtungen. Der Wahlkreis Aminuis erstreckt sich über eine Fläche von rund 13.028 Quadratkilometer mit einer Gesamtbevölkerung von 12.300 Einwohnern (Stand 2011).
Hauptwirtschaftszweige sind die Landwirtschaft und insbesondere die Viehhaltung (Omaheke wird auch als das „Cattle Country“ (Rinderland) bezeichnet).

## Geschichte
Aminuis wurde 1902 durch die Errichtung einer Missionsstation gegründet; die heutige Missionsstation der Wilkingheger Missionsschwestern geht jedoch nicht auf diese zurück, sondern ist eine Neugründung aus den 1960er Jahren.
Aminuis ist Geburtsort von Kuaima Riruako († 2. Juni 2014), dem traditionellen Führer der Herero und namibischem Politiker.

## Söhne und Töchter der Siedlung
- Silvia Makgone (* 1963), namibische Politikerin und Vizeministerin